# Statenverkiezingen Aruba 2009
Op 25 september 2009 vonden in Aruba verkiezingen plaats voor de Staten van Aruba. Deze verkiezingen waren periodieke verkiezingen, die gehouden werden voor 21 zetels in de Staten. De zittingstermijn bedroeg vier jaar.

## Partijen en uitslag
| Lijst | Partij  | Lijsttrekker     |
| ----- | ------- | ---------------- |
| 1     | CURPA   | Max Robert       |
| 2     | PDR     | Andin Bikker     |
| 3     | OLA/MSI | Edwin Duijneveld |
| 4     | PPA     | Benny Nisbet     |
| 5     | MEP     | Nelson Oduber    |
| 6     | AVP     | Mike Eman        |
| 7     | MPA     | Monica Kock      |
| 8     | RED     | Rudy Lampe       |

De uitslag van deze verkiezingen was als volgt:
| Partij                                                             | Stemmen | %     | Zetels | +/– |
| ------------------------------------------------------------------ | ------- | ----- | ------ | --- |
| Arubaanse Volkspartij                                              | 26.476  | 48,03 | 12     | +4  |
| Movimiento Electoral di Pueblo                                     | 19.804  | 35,93 | 8      | –3  |
| Partido Democracia Real                                            | 3.144   | 5,70  | 1      | +1  |
| Movimiento Patriotico Arubano                                      | 2.444   | 4,43  | 0      | -1  |
| RED Democratico                                                    | 2.378   | 4,31  | 0      | -1  |
| Partido Patriotico di Aruba                                        | 611     | 1,11  | 0      | 0   |
| Cristiannan Uni Reforzando Potencial di Aruba                      | 139     | 0,25  | 0      | -   |
| Organisacion Liberal Arubano / Movimiento Socialista Independiente | 125     | 0,23  | 0      | 0   |
| Uitgebrachte geldige stemmen                                       | 55.121  | 100   | 21     | 0   |
| ongeldig/blanco                                                    | 629     | 1,13  |        |     |
| Aantal uitgebrachte stemmen / opkomstpercentage                    | 55.750  | 86,30 |        |     |
| niet opgekomen                                                     | 8.852   | 13,70 |        |     |
| Aantal kiesgerechtigden                                            | 64.602  |       |        |     |

Na de verkiezingen formeerde AVP het kabinet-Mike Eman I.
1. ↑  Naamgeving van de partijen conform de vermelding op de kandidatenlijst.